# Кузьмина, Василиса Васильевна
Василиса Васильевна Кузьмина (род. 29 ноября 1991, Москва) — российский кинорежиссёр
, сценаристка и актриса.

## Биография

### Ранняя жизнь
Родилась 29 ноября 1991 года в Москве.
Окончила экономический факультет МГИМО и Колумбийский университет (Нью-Йорк, США) по той же специальности.
В 2017 году окончила Высшее театральное училище (ВТУ) им. М. С. Щепкина (мастерская В. Н. Драгунова). Также является выпускницей Школы кино и телевидения «Индустрия» Фёдора Бондарчука.

### Карьера
В 2017 году Василиса Кузьмина сыграла роль первого плана в фильме «Муза», за которую была награждена International Film Festival for Peace, Inspiration, and Equality. В этом же году приняла участие в Monaco International Film Festival в качестве жюри.
В 2018 году первой студенческой работой стал короткометражный фильм «Этого парня нельзя отпустить», который принёс Василисе приз за лучший фильм на Los Angeles Film Awards. Дебютной режиссёрской работой стал фильм «Алиса», который был снят в рамках всероссийского сценарного конкурса, объявленного Yandex Medialab. Василиса стала победителем и получила возможность воплотить сценарий фильма под руководством Тимура Бекмамбетова и его кинокомпании Базелевс. Позже картина стала номинантом ряда фестивалей: Women Media Arts and Film (2021 год. Сидней, Австралия); Seoul international Extreme-Short Image & Film Festival (2019 год. Сеул, Корея); Hong Hong PUFF Film Festival (2020 год. Гонконг, Китай).
В 2020 году Василиса совместно с Иваном Петуховым выпустили пятисерийное продолжение одноимённого короткометражного фильма, снятого в 2018 году. Мини-сериал «Алиса» был включён в конкурсную программу пилотных эпизодов крупнейшего американского фестиваля South by Southwest (SXSW). Премьера сериала состоялась там же.
В 2022 году Василиса Кузьмина стала режиссёром биографической драмы «Ника» о маленькой поэтессе Нике Турбиной. В главных ролях сыграли Елизавета Янковская, Анна Михалкова и Виталия Корниенко. Фильм «Ника» попал в программу кинофестиваля South by Southwest, где получил спецприз жюри за прорыв. Специальным призом жюри SXSW отметило актёрскую работу Елизаветы Янковской.

## Фильмография

#### Роли в кино
1. 2017 — Муза (короткометражка) — муза
2. 2017 — Дрянь — Алина
3. 2018 — Два одиночества — продавщица
4. 2018 — Тургенев. Сегодня — Татьяна Бакунина / Ася / Ольга Тургенева / Одинцова / Пелагея Тургенева

#### Режиссёр
1. 2018 — Алиса (короткометражка) — режиссёр
2. 2020 — Алиса (телесериал) — режиссёр
3. 2022 — Бесит (телесериал, 3 и 5 серия) — режиссёр
4. 2022 — Ника — режиссёр

##### Прочие режиссёрские работы
1. 2018 — Этого парня нельзя отпустить — режиссёр

#### Сценарист
1. 2017 — Муза (короткометражка)
2. 2018 — Алиса (короткометражка)
3. 2020 — Алиса (телесериал)
4. 2022 — Ника

## Награды и номинации
| Год  | Премия                                                           | Номинация             | Результат | Ист.   |
| ---- | ---------------------------------------------------------------- | --------------------- | --------- | ------ |
| 2017 | International Film Festival for Peace, Inspiration, and Equality | За роль первого плана | Победа    | [ 21 ] |
| 2018 | Los Angeles Film Awards                                          | За лучший фильм       | Победа    | [ 22 ] |
| 2021 | 22D Music Award                                                  | За фильм «Ника»       | Победа    | [ 23 ] |